# Vakoveverka páskovaná
Vakoveverka páskovaná (Dactylopsila trivirgata) je snadno poznatelná podle nápadných černobílých pruhů, které připomínají pruhy skunka. Vakoveverka páskovaná má též pronikavý, jen těžko odstranitelný pach.

## Výskyt
V severním Queeslandu, v deštných lesích podél pobřeží, kromě toho i na Nové Guineji.

## Základní data
Délka vakoveverky páskované je 25 až 27 cm. Její hmotnost je 250 až 400 g.

## Zajímavosti
Je typickým zvířetem deštného lesa, šplhajícím ve větvích stromů s ohromující zručností a rychlostí. Při hledání hmyzu prohlíží především dutiny větví, duté stromy a štěrbiny pod borkou stromů. Živí se však i bobulemi, plody a medem. Vytahuje larvy ze dřeva drápem čtvrtého prstu a pomocí dlouhého jazyka. Ačkoli je hojně rozšířená lze ji pozorovat jen zřídka.